# 12e armée (Empire allemand)
Pour les articles homonymes, voir 12e armée.

Drapeau d'état-major d'un haut commandement militaire (1871-1918)

La 12e armée / 12e haut commandement de l'armée (AOK 12) est le nom donné à l'unité majeure de l'armée allemande et à ses autorités de commandement associées pendant la Première Guerre mondiale (1914-1918) Elle comprend plusieurs corps d'armée ou de réserve ainsi que de nombreuses troupes spéciales.

## Histoire
Peu de temps après le début de la guerre, les troupes des gardes-frontières de la région de Graudenz sont regroupées en un groupe d'armées. Celle-ci est reprise le 9 février 1915 par le général der Artillerie Max von Gallwitz, qui auparavant commandé le Corps de réserve de la Garde. L'unité, désormais appelée "Groupe d'armée Gallwitz", est directement subordonnée à l'Ober Ost et est continuellement déployée sur le front de l'Est. Le "Groupe d'armée Gallwitz" se renforce de plus en plus au cours de l'année 1915 et reçoit donc la nouvelle désignation de 12e armée le 7 août 1915.
Du 20 au 27 février, Gallwitz repousse temporairement la 1re armée du général Aleksandr Litvinov (de) dans la bataille de Przasnysz, après quoi il remporte un grand succès sur le Narew lors de la campagne d'été de 1915. Le quartier général est à Grodno. Mais quelques semaines plus tard, une réorganisation a lieu. Le 12e haut commandement de l'armée est transféré en Serbie sur ordre du commandement suprême de l'armée, pour prendre en charge les troupes allemandes de l'ancienne 11e armée. À partir de ce moment-là, il est appelé 11e haut Ccommandement de l'armée, et le 1er haut commandement de l'armée, récemment dissout, prend sa place sur le front oriental. À partir du 29 septembre 1915, le quartier général du nouveau 12e haut commandement de l'armée est situé dans la ville de Lida. Il est subordonné au groupe d'armées Hindenburg et, à partir d'août 1916, au groupe d'armées Woyrsch (de).
Le 9 octobre 1916, la 12e armée est dissoute et le département de l'armée Scheffer est créé à sa place. L'ancien AOK 12 reprend les troupes de la 8e armée en tant que nouveau 8e haut commandement de l'armée, dont l'ancien haut commandement avait été envoyé au front en Macédoine en tant que commandement du groupe d'armées Below.